# Paula Bruna
Paula Bruna (Barcelona, 1978) és una artista visual i ambientòloga catalana.
Llicenciada en Ciències Ambientals per la UAB i doctorada en Belles Arts per la Universitat de Barcelona. Des de la seva doble perspectiva com a ambientòloga i artista, la Paula utilitza la recerca artística com una forma de coneixement on s'hibriden diferents disciplines. Investiga sobre la conformació del relat de l'Antropocè des d'un punt de vista no humà, mitjançant una combinació de ciència, ficció i art. La seva hipòtesi és que explorar punts de vista diferents a l'antropocentrisme actual té efectes en la consciència ecològica i obre la gamma de possibles formes de convivència. Comparteix la seva recerca en publicacions, congressos, tallers participatius, residències i exposicions artístiques (a Arts Santa Mònica, SWAB Barcelona Art Fair i Kunstraum Lakeside entre d'altres). Ha sigut artista resident a la fàbrica de creació La Escocesa i a Hangar.